# St. Thomas (Rhena)

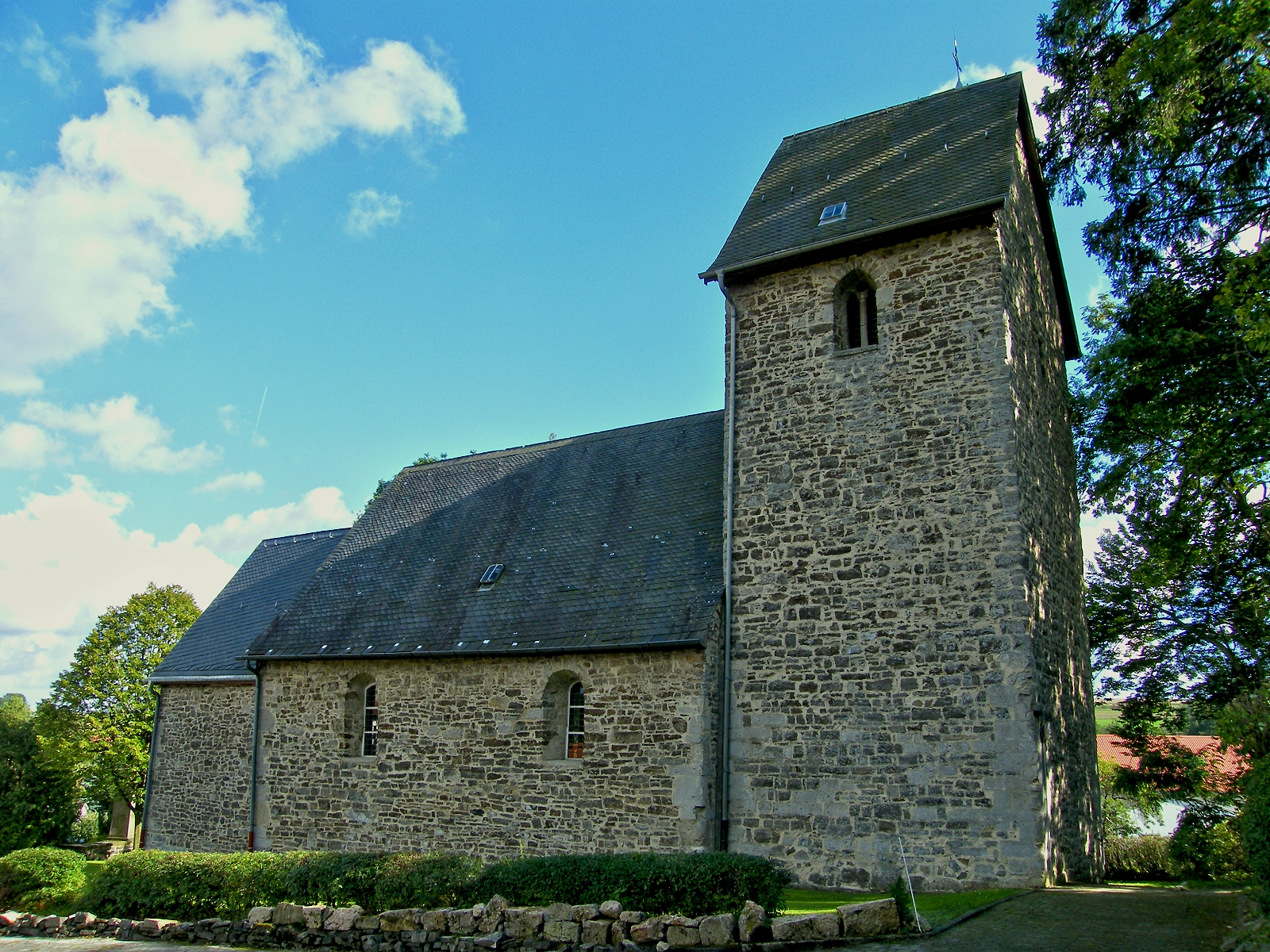
St. Thomas in Rhena

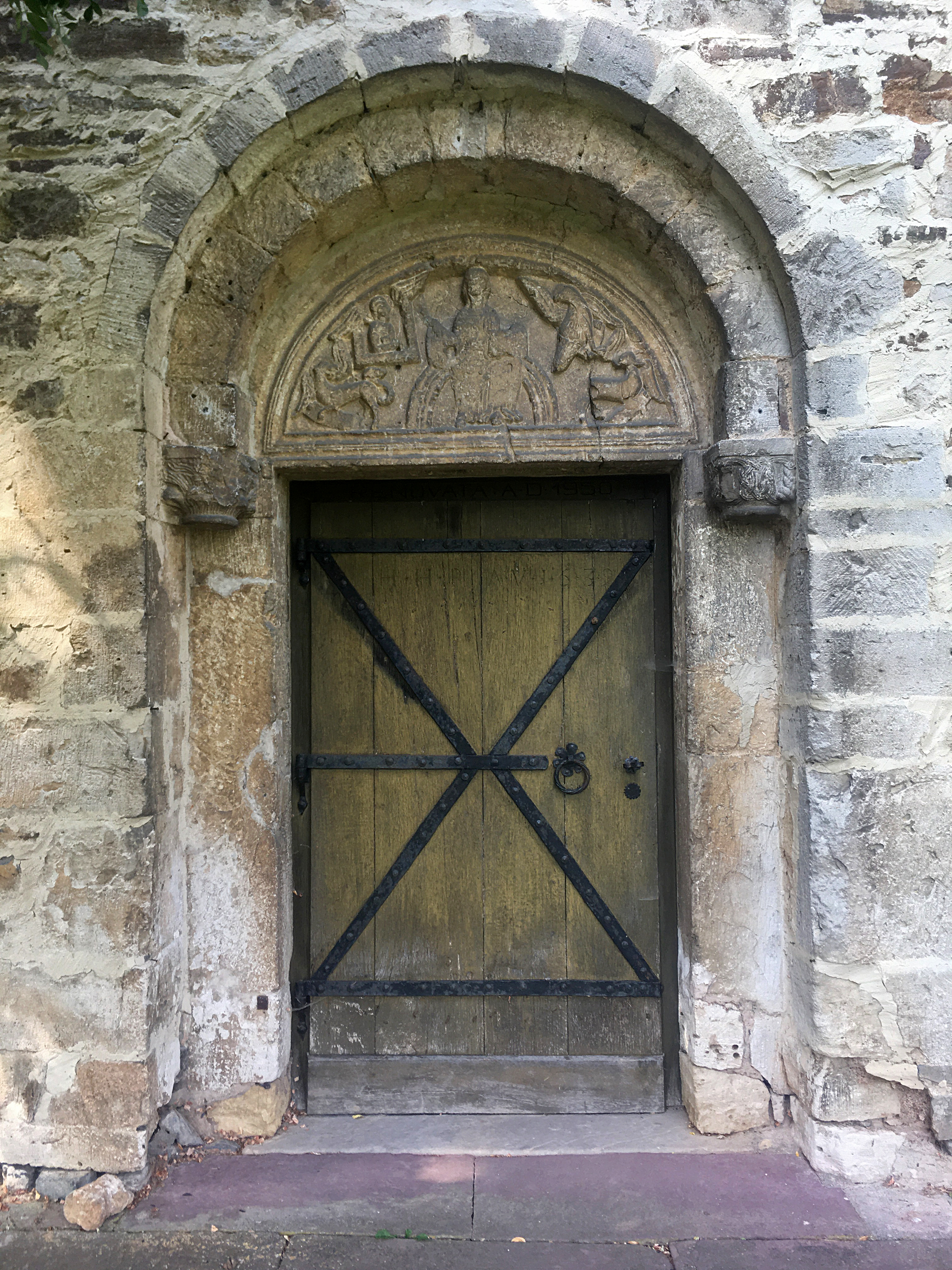
Romanisches Südportal mit Tympanon

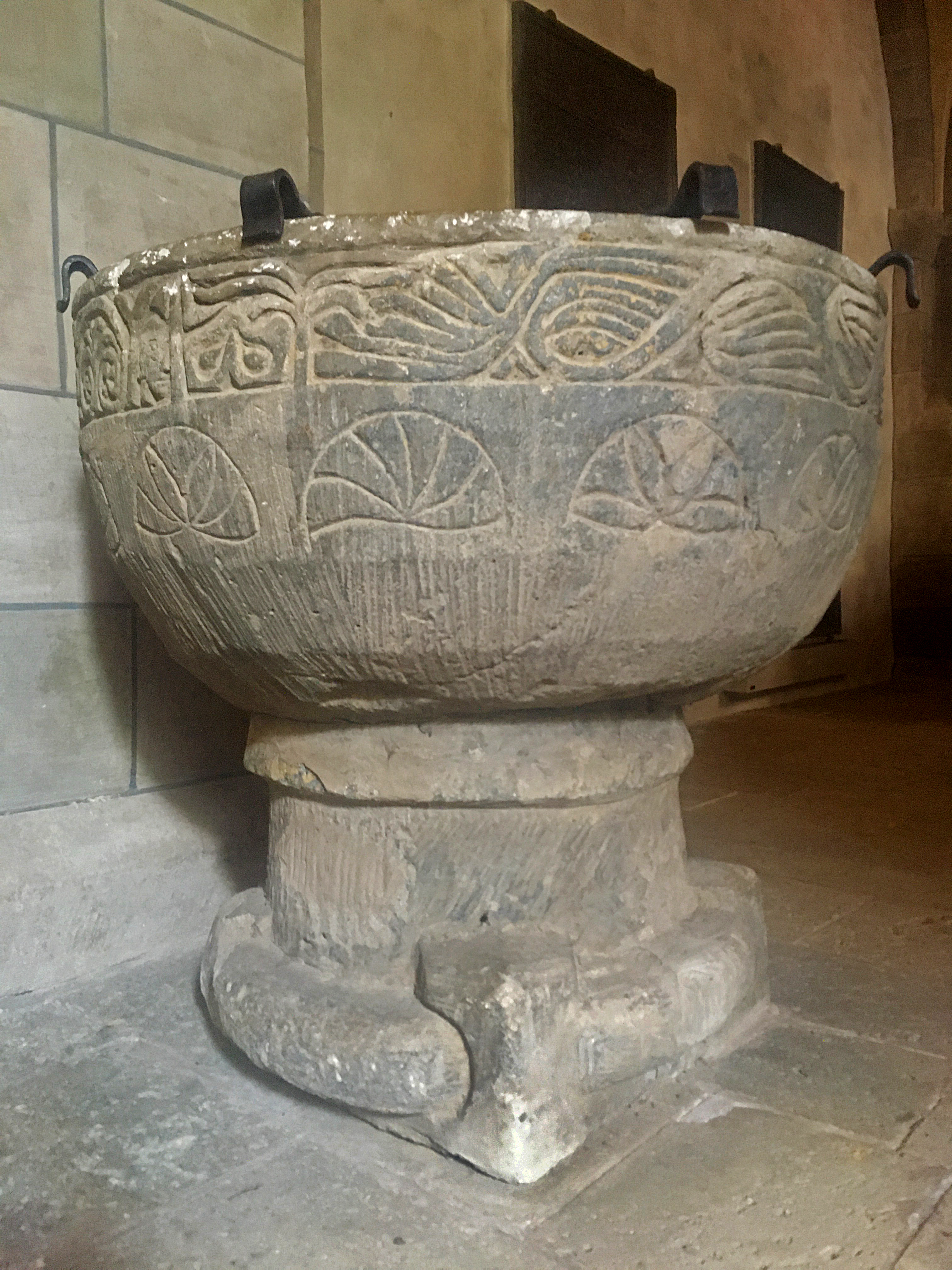
Romanischer Taufstein

Die dem Apostel Thomas gewidmete, evangelische Kirche St. Thomas ist ein denkmalgeschütztes Kirchengebäude in Rhena, einem Stadtteil der Kreisstadt Korbach im Landkreis Waldeck-Frankenberg in Hessen. Die Kirchengemeinde gehört zum Kirchenkreis Twiste-Eisenberg im Sprengel Marburg der Evangelischen Kirche von Kurhessen-Waldeck.

## Beschreibung
Eine Kapelle soll es schon vor 1120 gegeben haben. Die heutige spätromanische Kirche aus Bruchsteinen wurde erstmals 1231 urkundlich erwähnt. Sie besteht aus dem querrechteckigen Kirchturm im Westen, einem Kirchenschiff aus zwei Jochen und einem eingezogenen Chor auf quadratischem Grundriss. Alle drei Baukörper sind von Westen nach Osten abgestuft mit Satteldächern in Schieferdeckung bedeckt. An der Südseite des Kirchenschiffs befindet sich das Portal mit einem Tympanon, auf dem der Pantokrator und die vier Evangelisten dargestellt sind. 
Nach dem Dreißigjährigen Krieg wurde die stark beschädigte Kirche nur notdürftig repariert. Das Gewölbe des Kirchenschiffs musste 1732 abgerissen werden. Es wurde durch eine Kassettendecke ersetzt. Das Vestibül im Erdgeschoss des Kirchturms ist noch in dem ursprünglichen mittelalterlichen Klostergewölbe mit dem Waldecker Stern im Schlussstein erhalten. Zwischen Chor und Kirchenschiff befindet sich ein Chorbogen. Im Chor befindet sich zwischen zwei Grabsteinen der Familie von Rehen aus dem 16. Jahrhundert ein mittelalterliches Sakramentshaus, das einen Kelch aus dem 17. Jahrhundert enthält. Um 1950 wurde eine Empore für die Orgel gebaut.